# 克里莫克
50°33′38″N 29°24′32″E / 50.56056°N 29.40889°E
克里莫克（烏克蘭語：Кримок）是烏克蘭北部的村莊，隸屬日托米爾州的日托米爾區。該村處於比爾卡河畔，面積1.724平方公里，海拔高度138米，2001年人口436。